# Заріччя (Обухівський район)
Заріччя (колишня назва Хамбиків) — село в Україні, у Васильківській міській громаді Обухівського району Київської області. Населення становить 222 осіб. Орган місцевого самоврядування — Погребівський старостинський округ.
У дорадянський час у селі існувала дерев'яна Троїцька церква 1746 року побудови. Клірові відомості, метричні книги, сповідні розписи церкви Пресвятої Трійці с. Хамбиків (приписне с.* Копачівська Слобода) Київської сот. і п., з 1781 р. Київського пов. і нам., з 1797 р., ХІХ ст. Великобугаївської волості Київського пов. і губ. зберігаються в ЦДІАК України. https://cdiak.archives.gov.ua/baza_geog_pok/church/kham_001.xml [Архівовано 15 березня 2022 у Wayback Machine.]
Поблизу села є городище часів Київської Русі.
В селі в гарному стані збереглося городище часів Київської Русі. Згідно з даними розкопок, городище в Заріччі збудували наприкінці Х ст. – за часів правління Володимира Святославича. Але проіснувало воно не довго. Укріплення було зруйноване в першій половині ХІ ст. Городище дещо пошкоджене глиняним кар'єром. Цегельню в селі збираються реконструювати і розширити, про що говорить щит, що розташований на в'їзді на завод.

## Галерея

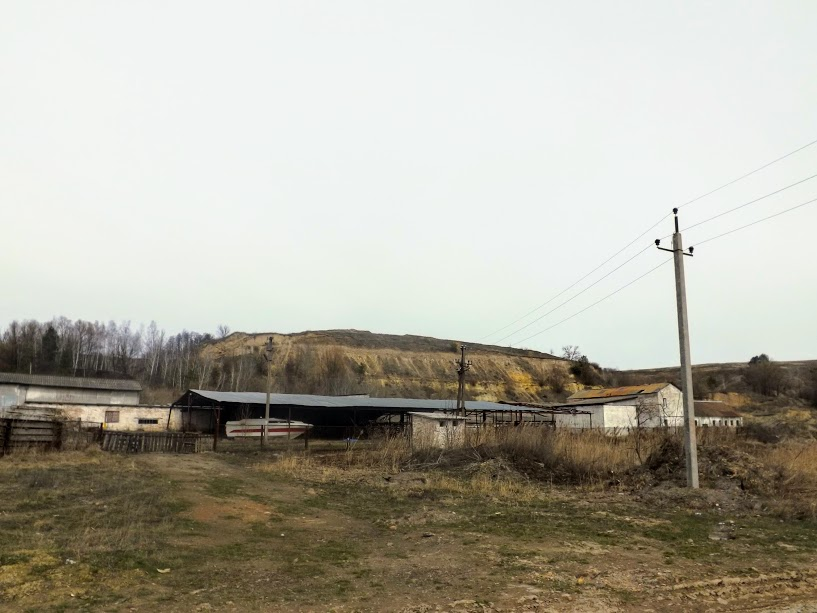
Глиняний кар'єр, село Заріччя
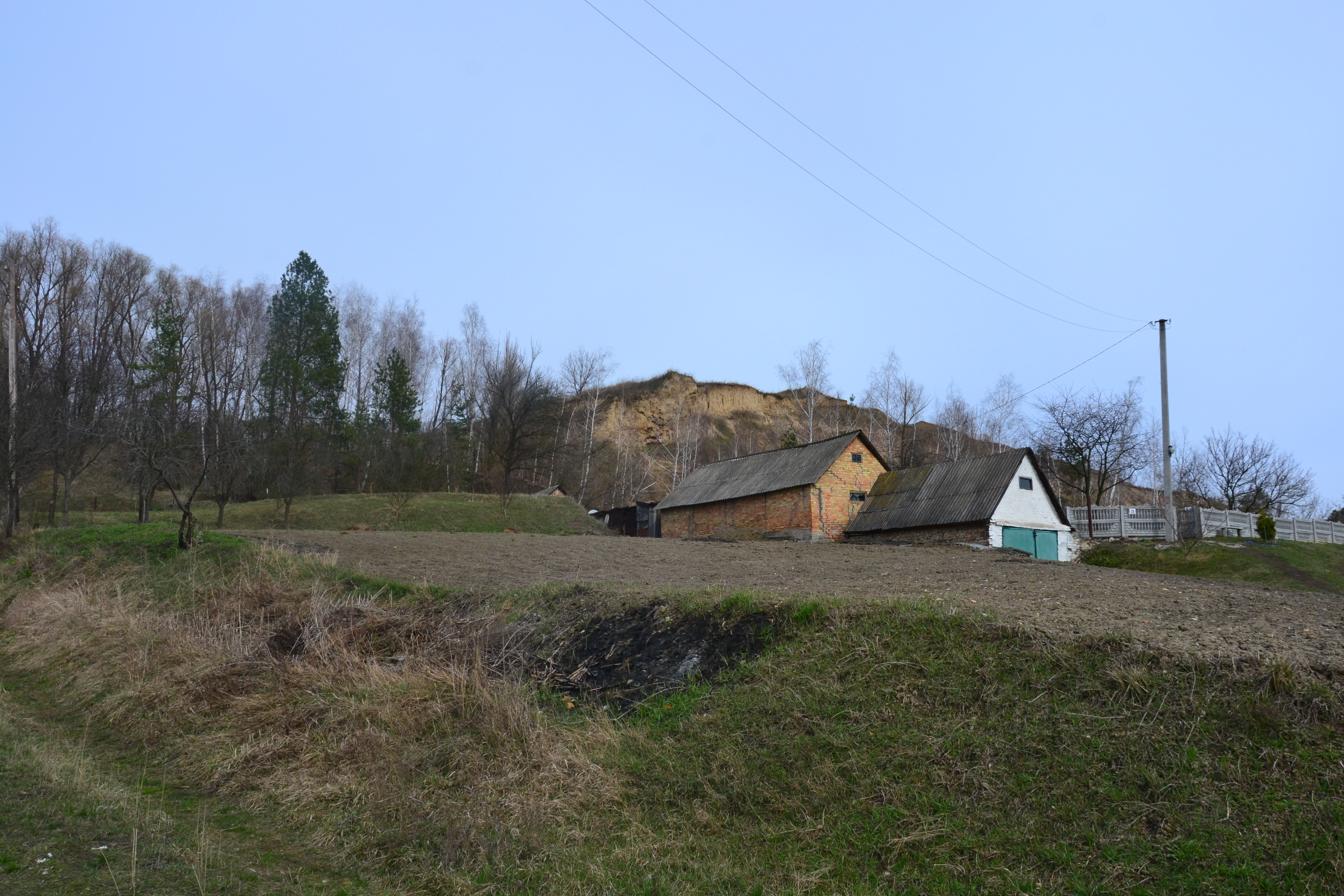
Давньоруське городище в с.Заріччя (Васильківський район), вид з села
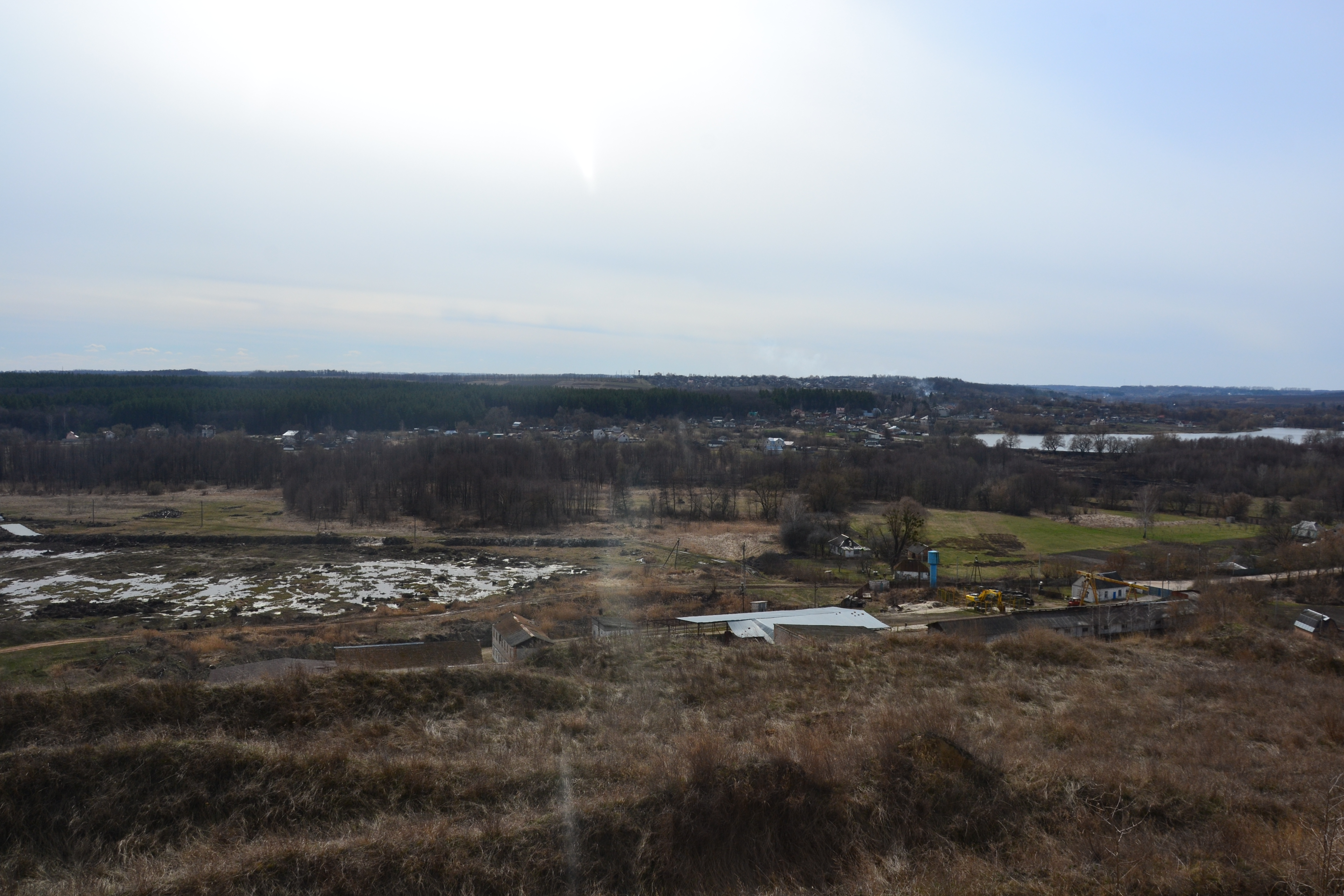
Давньоруське городище в с.Заріччя (Васильківський район), вид з дитинця на село
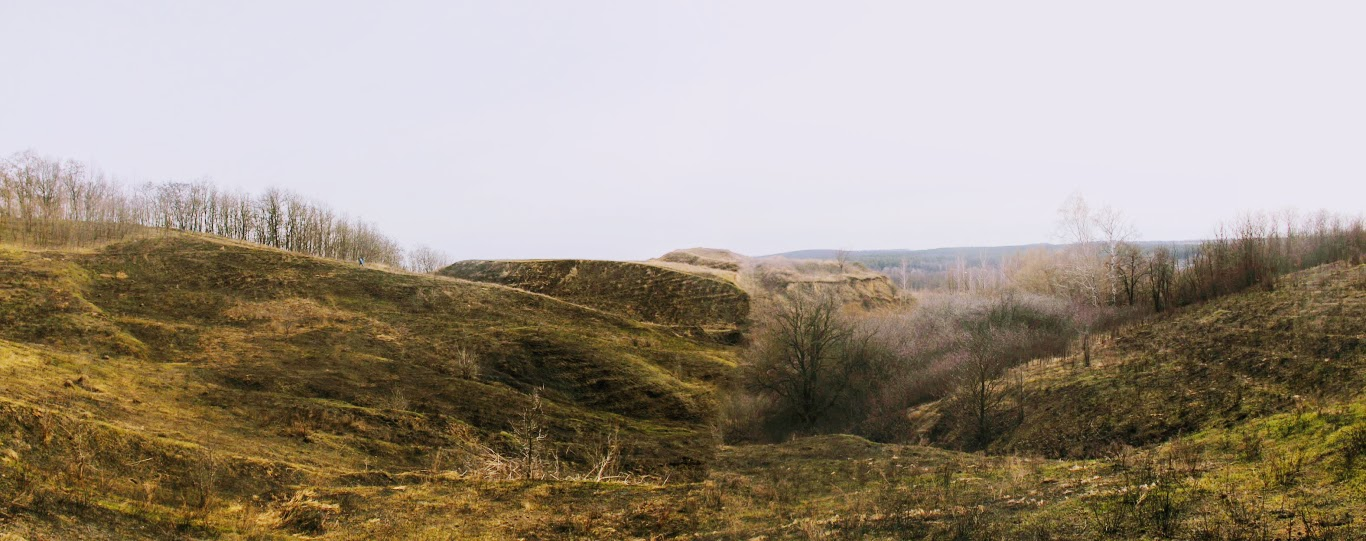
Городище, Заріччя
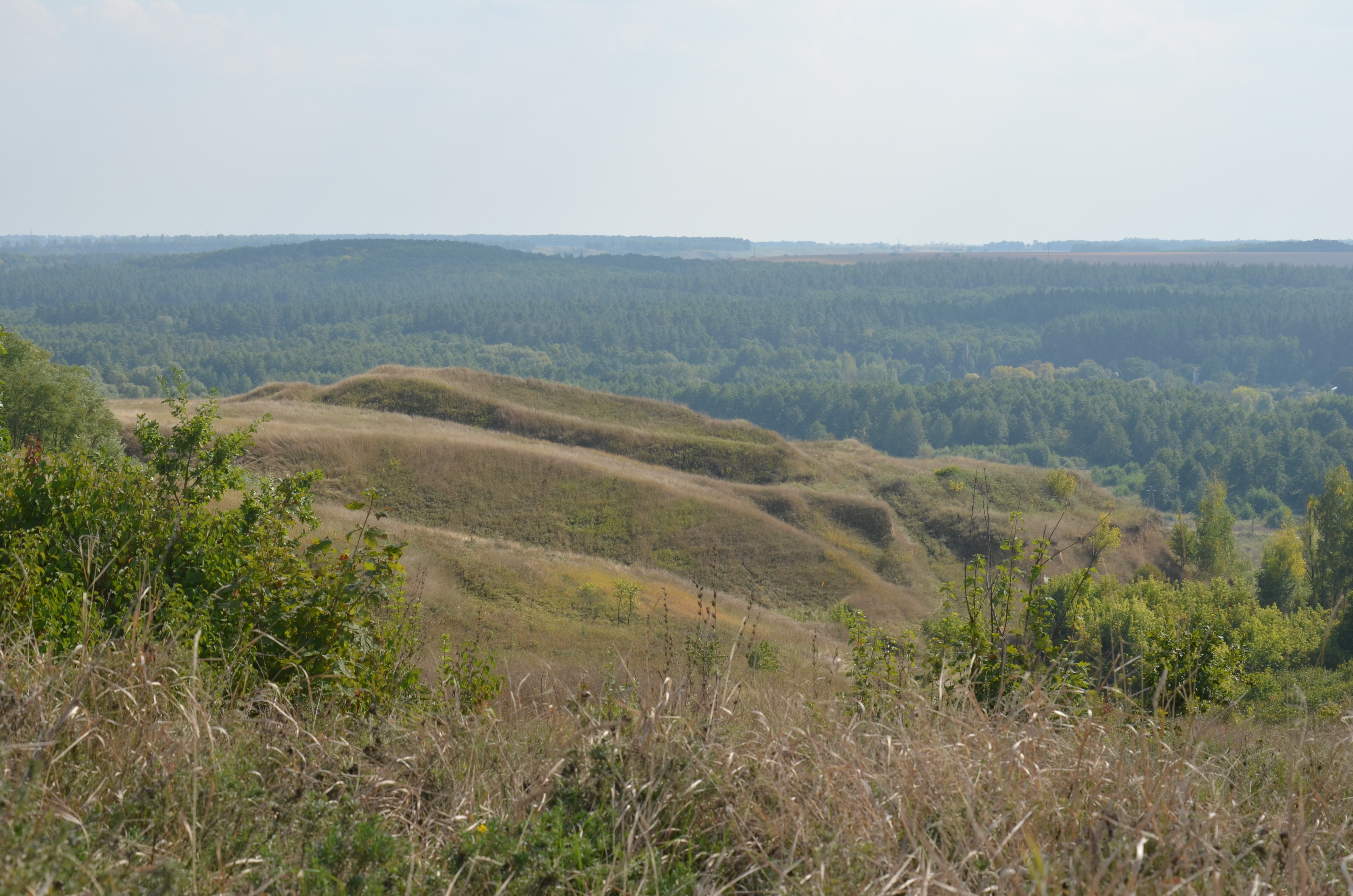
Давньоруське городище, Заріччя (Васильківський район)
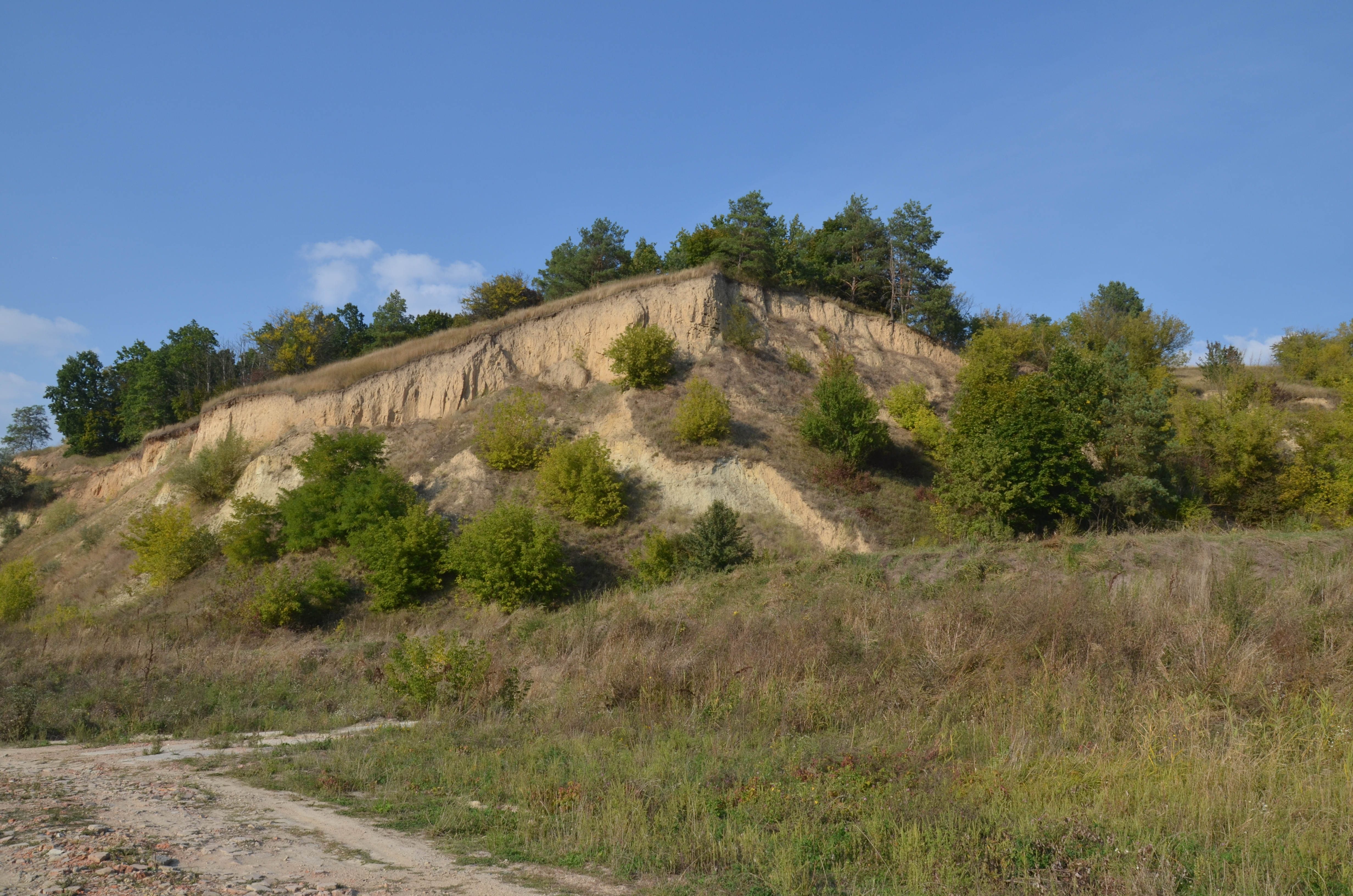
Глиняний кар'єр Заріччя
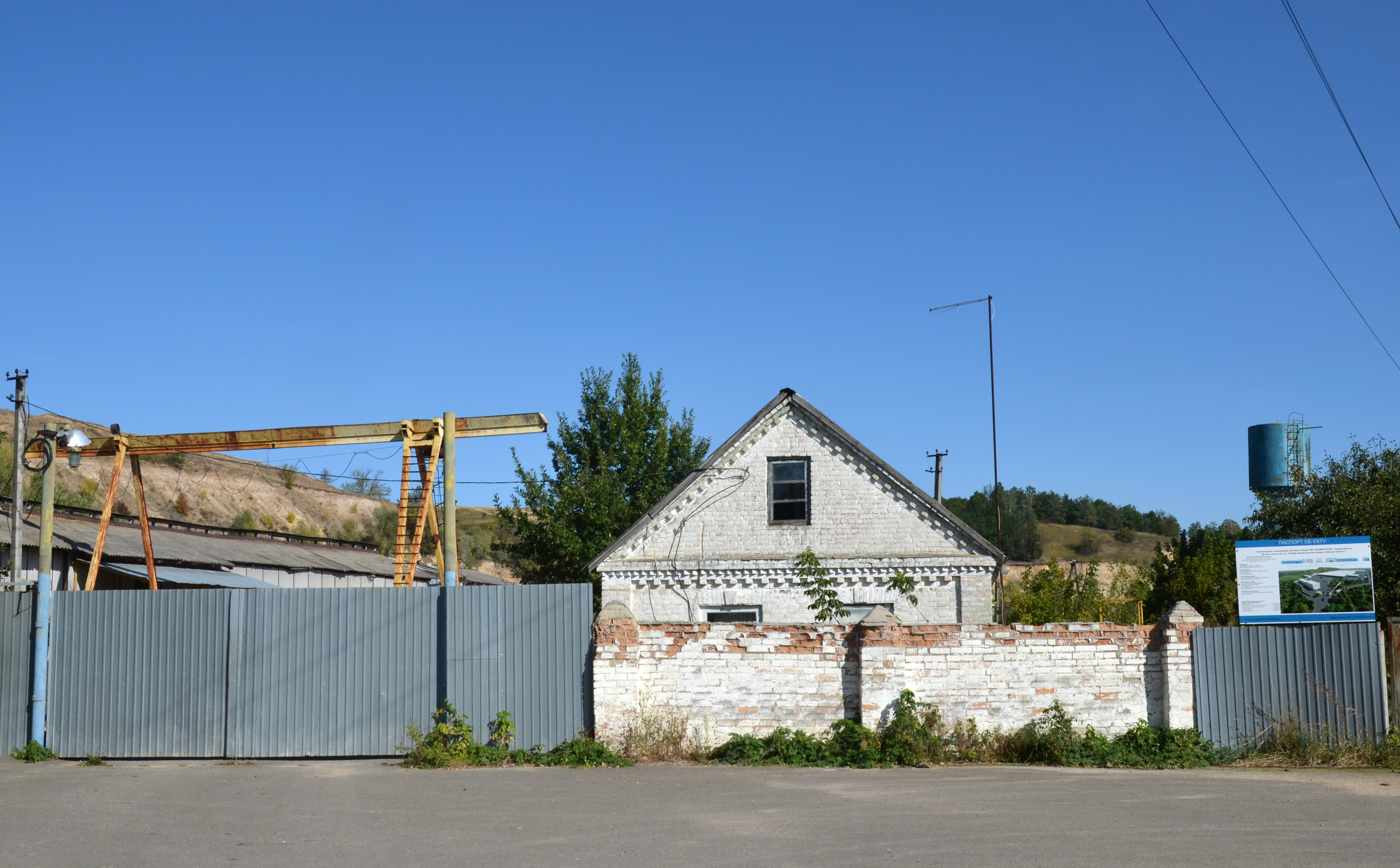
Цегельня в селі Заріччя Васильківського району. Щит говорить про реконструкцію і розширення
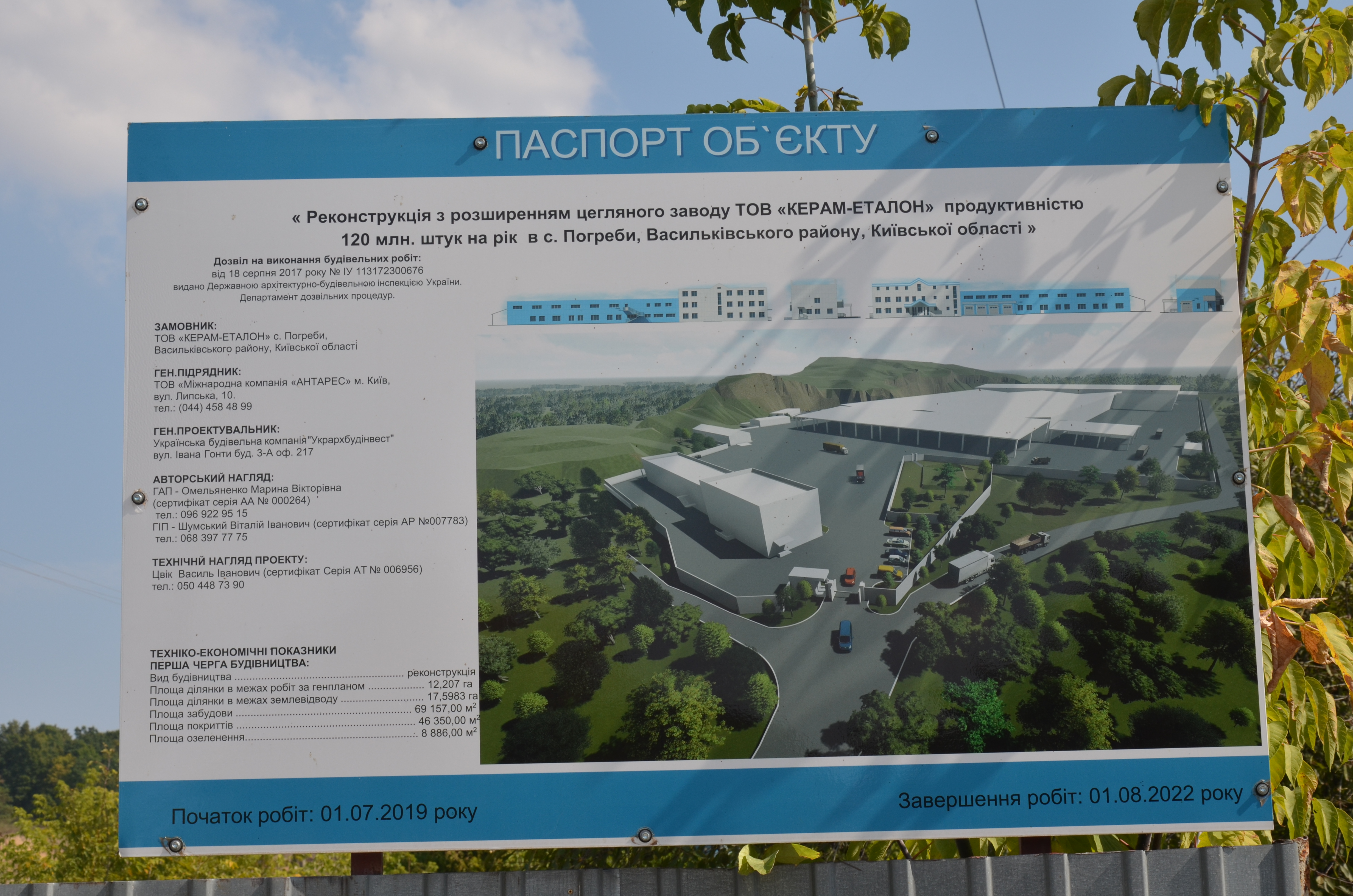
Реконструкція цегельного заводу, Заріччя
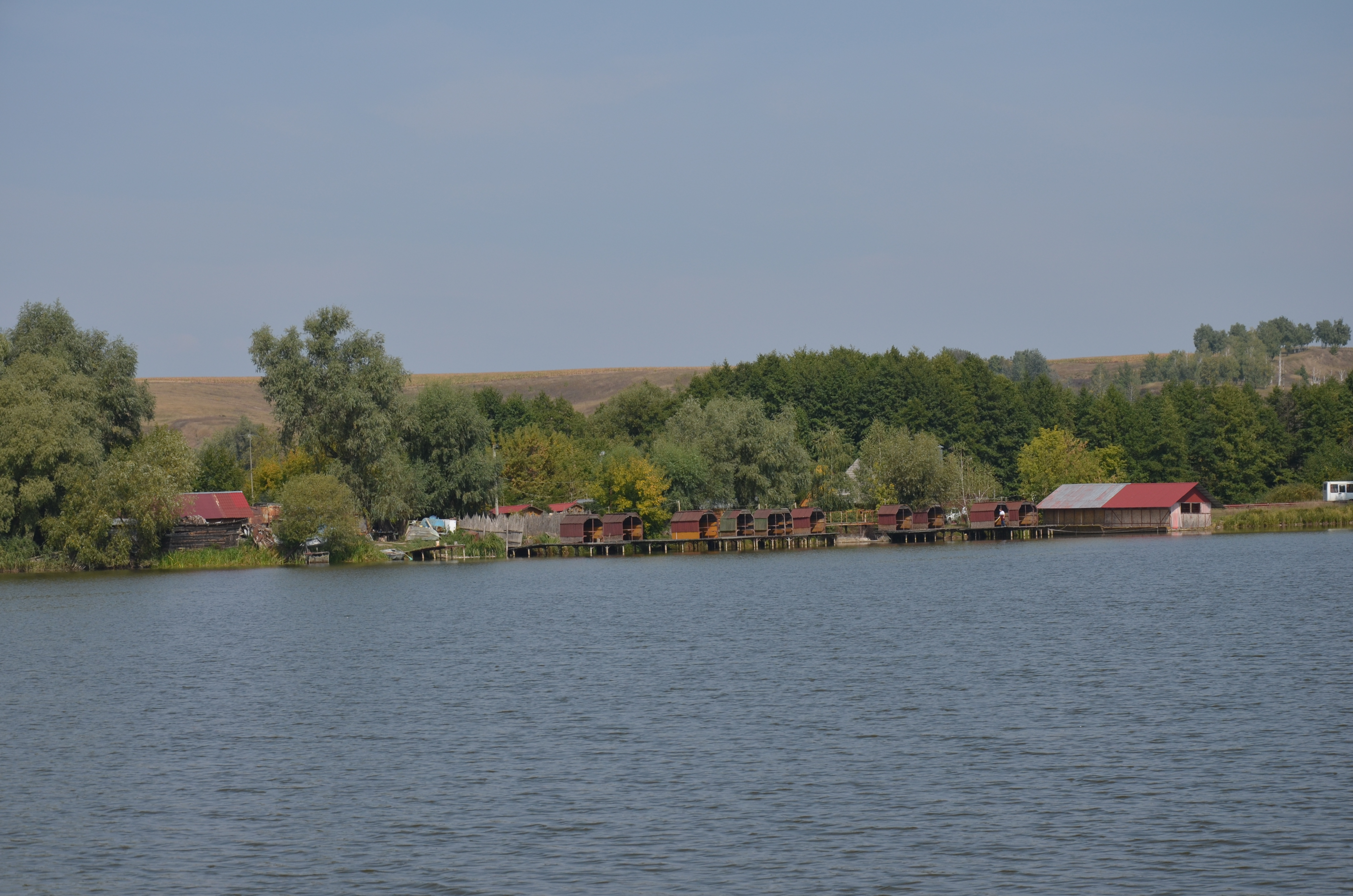
Кафе "Судак", Заріччя